# Anton Plesnoi
Anton Plesnoi (georgisch ანტონ პლესნოი; ukrainisch Антон Плесной ‚Anton Plesnoj‘; * 17. September 1996 in Dnipropetrowsk, Ukraine) ist ein georgischer Gewichtheber ukrainischer Abstammung.

## Biografie
Anton Plesnoi, der 2018 vom ukrainischen zum georgischen Verband wechselte, wurde 2019 in der Gewichtsklasse bis 96 kg Weltmeister im Reißen und gewann Bronze im Zweikampf. Im gleichen Jahr konnte er bei den Europameisterschaften in Batumi in der gleichen Gewichtsklasse Silber im Reißen und Bronze im Zweikampf gewinnen. Zwei Jahre später gewann er im Reißen, Stoßen und im Zweikampf die Bronzemedaille bei den Europameisterschaften in Moskau. Im gleichen Jahr gewann Plesnoi bei den Olympischen Spielen 2020 in Tokio im Mittelschwergewicht die Bronzemedaille.